# George Parker (athlétisme)
Pour les articles homonymes, voir Parker et George Parker (homonymie).
George Parker (né le 19 novembre 1897 et décédé le 18 juin 1974) est un athlète australien spécialiste de la marche athlétique. Mesurant 1,83 m pour 81 kg, il était affilié au New South Wales Walking and Field Games Club.

## Biographie

### Palmarès
| Date | Compétition           | Lieu   | Résultat | Épreuve        | Performance   |
| ---- | --------------------- | ------ | -------- | -------------- | ------------- |
| 1920 | Jeux olympiques d'été | Anvers | 2e       | 3 000 m marche | 13 min 20 s 6 |

### Records
| Épreuve              | Performance   | Lieu | Date |
| -------------------- | ------------- | ---- | ---- |
| 10 kilomètres marche | 47 min 31 s 0 |      | 1920 |